# Wendler Spur
Der Wendler Spur ist ein Felssporn im ostantarktischen Viktorialand. Er befindet sich zwischen dem Albert Valley und dem Papitashvili Valley in den Apocalypse Peaks.
Das Advisory Committee on Antarctic Names benannte ihn 2005 nach dem deutschen Klimaforscher Gerd Wendler vom Institut für Geophysik der University of Alaska Fairbanks, der zwischen 1979 und 2001 für das United States Antarctic Program an Studien zu katabatischen Winden und ihrer Interaktion mit dem Meereis an der Küste des Adelie- und des Georg-V.-Lands beteiligt war.